# Birkivske, Ovruci
Birkivske (în ucraineană Бірківське) este un sat în comuna Rudnea din raionul Ovruci, regiunea Jîtomîr, Ucraina.

## Demografie
Componența lingvistică a localității Birkivske
     Ucraineană (100%)
Conform recensământului din 2001, toată populația localității Birkivske era vorbitoare de ucraineană (100%).